# Cantón Salinas
El cantón Salinas es una entidad territorial subnacional ecuatoriana, de la provincia de Santa Elena. Se ubica al sur de la Región Costa. Su cabecera cantonal es la ciudad de Salinas, lugar donde se agrupa gran parte de su población total; es el principal balneario de la provincia y uno de los más populares del país.

## Población
Población: 90.031 habitantes
- 45.747 hombres y 44.284 mujeres
- habitan en el área urbana 70.294 y en el área rural 20.737 personas

La población aumenta en un 50% durante el periodo vacacional.
La población extranjera se compone de diversas nacionalidades, especialmente de Europa, Japón y Estados Unidos.

## Ubicación
- Altitud: 1 m s. n. m.
- Latitud: 2°13′ S
- Longitud: 80°58′ O

## División Política
El cantón Salinas tiene 4 parroquias urbanas y 2 parroquias rurales:

### Parroquias urbanas
- General Alberto Enríquez Gallo
- Carlos Espinosa Larrea
- Santa Rosa
- Vicente Rocafuerte

### Parroquias rurales
- Anconcito
- José Luis Tamayo (Muey)

## Clima
El clima de Salinas es árido o desértica debido a un brazo de la corriente de Humboldt que pasa por la península. Es en la ciudad de Manta donde se desvía la corriente hacia Galápagos. Su promedio anual de precipitación está entre 100 a 150  mm, lo que la convierte en la ciudad ecuatoriana más seca. Tiene dos estaciones, una lluviosa y la otra seca. La lluviosa es entre enero y abril y la seca en los demás. Durante la temporada lluviosa, se registra casi el 99% de todas las lluvias del año; su temperatura oscila, generalmente, entre los 21 a 33  °C.
Pero en salinas casi  siempre sale el hermoso sol para los turistas que se bañen en sus aguas cristalinas porque también hay días frío es muy conocido ya que tiene lugares muy hermosos.

## Historia
Culturalmente desde la óptica general del cantón Santa Elena, partiendo del hecho que sus divisiones territoriales son relativamente nuevas. La presencia del hombre en todo este sector que lo ocupan actualmente los cantones de Santa Elena, La Libertad y Salinas indican una ocupación desde el año 8600 a. C. hasta nuestros días.
Los hallazgos fortuitos nos indican la presencia de evidencia cultural más antigua, así, en un derrumbe de tierra debido al oleaje en un aguaje en el año 2005, donde actualmente se remodela una parte del Malecón, fue encontrada una vasija pequeña de cerámica de la fase III de la cultura Valdivia; donde se construye un moderno edificio, en las calles Malecón y Armando López Pazmiño, se encontraron dos cuencos de cerámica con pintura iridiscente que corresponden a la cultura Engoroy (1200-500 a. C.) del periodo Formativo tardío.
Otra evidencia cultural registrada en el cantón, la tenemos en el barrio de San Lorenzo, desde la calle Marcial Romero Palomo (Hotel Barceló-Colón Miramar) hasta la calle Armando López Pazmiño (Capitanía de Puerto, en sentido este-oeste) hasta la calle General Enríquez Gallo, o sea la segunda calle, atrás del Malecón. Allí se encuentra un yacimiento arqueológico de filiación cultural Huancavilca (500-1533). En el patio donde se encuentra el museo Salinas Siglo XXI, en las calles Malecón y Guayas y Quil, las evidencias culturales encontradas corresponden
a vasijas grandes o urnas funerarias con sus respectivos entierros, fragmentos de valvas desbastadas y cuentas de concha Spondylus para ser usadas en los adornos de uso personal. El hallazgo más importante corresponde a un pito zoomorfo; todos estos hallazgos pertenecen a la cultura Huancavilca del periodo de Integración. También es de mencionar que mientras se realizaban los trabajos de canalización pudimos encontrar parte de la vía que comunicaba Salinas con La Libertad, camino hecho de tierra brea.
Antiguamente fue un pequeño poblado de pescadores, hasta que el 30 de junio de 1929 fue creada como parroquia rural del cantón Santa Elena, al que perteneció hasta el 22 de diciembre de 1937, en que por Decreto Oficial firmado por el Jefe Supremo, Gral. Alberto Enríquez Gallo y publicado en el Registro Oficial N.º 52 del 27 de diciembre de ese año, fue elevada a la categoría de cantón.
Su cabecera cantonal es la moderna y progresista ciudad balneario de Salinas, principal centro de atracción turística de la costa ecuatoriana, y está integrado por las parroquias rurales, Anconcito y José Luis Tamayo (Muey).

### La Punta de Santa Elena
En esta Gran Península del Morro y Santa Elena, que la ocupan las provincias de Guayas y Santa Elena, tenemos dos accidentes geográficos que se destacan:
- La desembocadura del río Guayas que junto con el canal del Morro y de Jambelí, forman el golfo de Guayaquil.
- La puntilla o punta de Santa Elena.

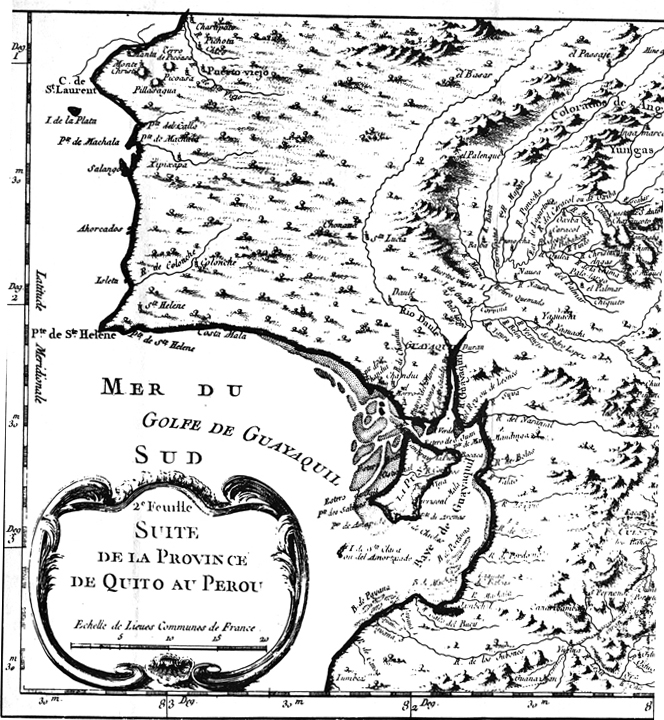
Parte de mapa de la costa del Ecuador del

Las informaciones dejadas por los primeros españoles durante el siglo XVI, son numerosas, así:
- Diego de Trujillo, quien acompañó a Pizarro en los recorridos exploratorios hacia la Mar del Sur, escribió lo siguiente: “Y de allí fuimos a la punta de Santa Elena, a donde estaban los huesos de los gigantes. Hallamos la gente de aquella tierra metidos en balsas en la mar, con mujeres e hijos y todo su hato. Y jamás quisieron salir.”, el mismo cronista manifiesta que en su recorrido hacia el Sur: “… fuimos a una provincia que se dice odón, en los Huancavilcas, tierra abundosa de comida, y allí estuvimos quince días, para reformar la gente y los enfermos.” (1998 [1571]: 196) Dato interesante que informa sobre la punta de Santa Elena y sobre el grupo étnico que encontraron los exploradores españoles, los Huancavilcas.

- Un italiano que relata su viaje entre los años 1547 y 1550, al referirse a la zona de la gran península, describe que “Pasados los límites de Puerto Viejo se entra al país de los Huancavilcas, provincia inferior del reino del Perú y el primer pueblo que se encuentra en la costa se llama Colonchi y está situado cerca de la punta de Santa Elena.” (Benzoni, 1998 [1572]: 112) Dato que menciona a los guancavilcas, al pueblo de Colonche y el accidente geográfico de la punta de Santa Elena.

- Durante el siglo XVIII “Los indios de la Punta, Colonche y Chanduy hacen las centinelas para avisar a la ciudad de las embarcaciones que pasan por sus puertos”, tanto es así que al referirse a la población de Santa Elena, para el año 1763 “En este pueblo reside el juez real partidario, con título también de cabo de centinela por inmediación a la Punta, en la que los barcos de la carrera del Perú hacen ordinariamente escala” (Zelaya). Otro relato de 1774 detalla que: “ Esta punta no es sólo frecuentada por los barcos del Perú, sino también de otros que van de propósito a cargar de sal, …” (Requena).

## Actividad económica

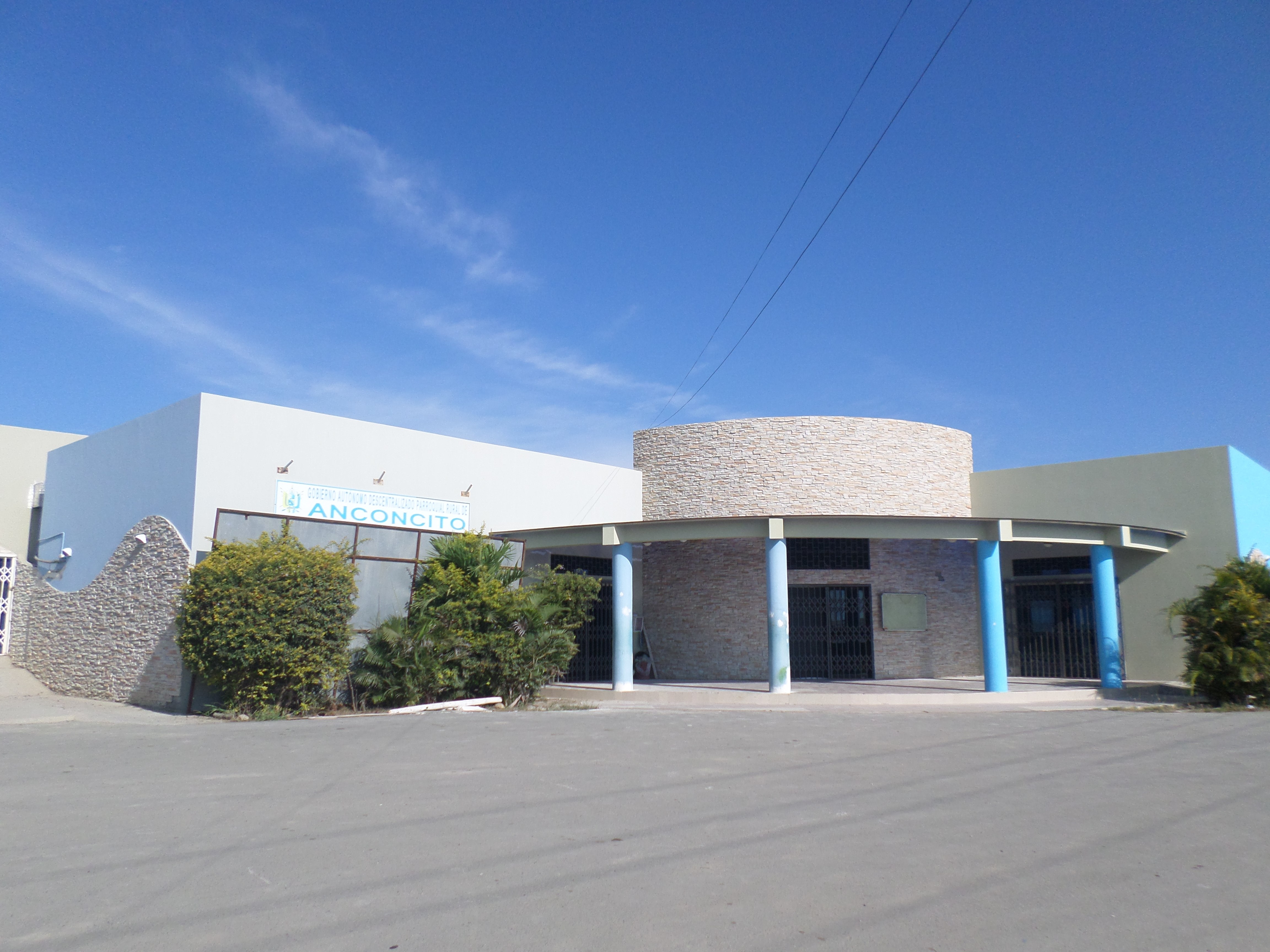
Sede del GAD de Anconcito

Los ríos son intermitentes, es decir, tienen agua solo en épocas de abundante lluvia. Los principales ríos son el Salado y Tambo, que desembocan en Punta Carnero.
El clima es agradable por la frescura de la brisa marina. Sus habitantes con notable esfuerzo han construido hermosos jardines en sus villas y avenidas.
Las aguas del océano son ricas en productos marinos como peces, camarones, langostas, pulpos, conchas, cangrejos, ostiones, etc.
Los recursos económicos de la población provienen del trabajo en la Refinería Estatal Petrolera de la Libertad. Además se dedican a la explotación de pozos de sal. La pesca es una actividad económica importante.
El turismo, la industria tiene pesquera y el comercio son las actividades más importantes de la economía del más bello balneario del Ecuador que hoy proyecta una imagen moderna que atrae el turismo nacional e internacional.
La pesca artesanal de mar es significativa tanto en el consumo doméstico como en la industria peninsular.
El comercio es la complementaria para comercializar los productos hacia las ciudades, como de estas para cubrir las necesidades internas del cantón.

## Transporte
La ciudad está comunicada con Guayaquil a través de la autopista Guayaquil-Salinas (con pago de peaje) y por la carretera antigua que es sin pago, en un viaje aproximado de dos horas. Para los viajes en buses, se toman estos en la Terminal Terrestre de Guayaquil (Costa Azul y CLP). 
También existe dos vuelos desde Quito y Guayaquil operados por la compañía vip Ecuador el tiempo de vuelo aproximadamente de 30 minutos y llega al aeropuerto General Ulpiano Páez de Salinas
Por vía marítima se puede llegar al puerto de Salinas procedente de otros puertos costeros del Ecuador a través de las embarcaciones de la armada que cumplen ese servicio o, bien, mediante cruceros internacionales procedentes de otras playas del Pacífico.

## Turismo
Salinas es un importante centro turístico por sus hermosas y acogedoras playas. Cuenta con hoteles de primera categoría, así como clubes, bares, discotecas y centros deportivos.
La llegada de cruceros internacionales procedentes de Europa como el Queen Mary 2 constituyen una fuente de ingresos
Las regatas internacionales, los campeonatos mundiales de pesca y los nacionales de voleyboll playero.
Sus fiestas principales son: Día del Pescador, Patronal, en honor a la Virgen de las Mercedes y la cantonización, el 22 de diciembre de cada año.

### Atractivos turísticos
• Unos de ellos es sin duda alguna el admirar los encantos naturales de este fascinante balneario, empezando por contemplar la bella danza de las ballenas jorobadas que se acercan a tan solo 8 km de sus costas
• Es cautivante avizorar el reposo de los lentos y apacibles lobos marinos en el sector de la puntilla
• La práctica del buceo, en el islote del Pelado en Ayangue
• Es sede de campeonato de tenis challenger y de famosos certámenes de belleza, velerismo, rapeling, parapente, alas delta y pesca
• Cuenta con hoteles de cinco estrellas, casinos, autódromo, hipódromo, sitios para practicar buceo, tabla, natación y pesca deportiva de profundidad
• La Chocolatera, gran acantilado que es el punto más saliente de la Península de Santa Elena
• Iglesia Central Nuestra Señora de la Merced
• Malecón Principal de Salinas y de Chipipe
• Parque Cívico de San Lorenzo
• Paseo Artesanal Los Cedros
• Malecón de Santa Rosa
• Parque e Iglesia Central de José Luis Tamayo
• Mall del Pacífico
• Malecón de Anconcito
• Museo de Ballenas
LINDO

### Museo Salinas Siglo XXI
Ubicado en el cantón Salinas en las calles Malecón y Guayas y Quil, es conocido como “El museo de la Gran Península”, dispone de una sala arqueológica, una sala de exposiciones temporales, una sala naval y un patio de armas, forman el componente cultural del Museo.
La sala Arqueológica presenta una muestra completa de las culturas que se asentaron en esta gran península, bienes de las culturas Valdivia, Machalilla y Engoroy (Chorrera) del periodo Formativo (4200 a. C. – 500 a. C.), Guangala y Jambelí del periodo Desarrollo Regional (500 a. C. - 500 d. C.) y Manteño-Guancavilca del periodo de Integración (500-1530), donde se destacan estatuillas antropomorfas y zoomorfas, vasijas ceremoniales y utilitarias, botellas silbato, hachas de piedra, collares con cuentas de Spondylus, pitos y ocarinas y una diversidad de sellos tanto cilíndricos como planos.
La sala Naval exhibe una maqueta de una balsa manteña-guancavilca, reproducida de acuerdo a la descripción de Sámano de 1526. Los guancavilcas llevaban en sus grandes balsas vasijas de color negra, manos y metates de piedra para la molienda de granos; pesos esféricos de piedra para las redes y ojivales para los buzos los cuales sirvieron también para golpear y desprender las conchas Spondylus adheridas a las rocas; objetos de cobre como hachas con mango y hachas monedas y, de concha Spondylus, cuentas de formas circulares y rectangulares las que eran comercializadas junto con el material de cobre, en México y Perú, son las evidencias de los últimos mil años de navegación en nuestro país.
Una maqueta que reproduce el galeón Jesús María de la Limpia Concepción más conocido como “La Capitana”, nos traslada a la época de la Colonia y en las vitrinas se exhibe lo rescatado en dicho galeón que encalló en 1654 en las costas de Chanduy.
Monedas de 1, 2, 4, y 8 reales llamadas macuquinas o machacadas fueron hechas en plata y trasladadas en las embarcaciones hasta Panamá y de allí al Caribe para ser llevadas a Europa; Fragmentos de cubiertos y platos de plata y de cerámica conocida como mayólica, barras de estaño, de plata, balas de cañón tanto de bronce como de hierro y las de plomo para los mosquetes.
Una cruz de oro con inscripciones en latín, un arete con perla, bases de mechero y candelabro de plata, una hebilla, pendientes de metal y de agate corresponden al material de uso personal usado por los pasajeros que viajaban en esta nave y que encalló frente a las costas del poblado El Real.